# 貝格森山
72°4′S 25°48′E / 72.067°S 25.800°E
貝格森山（英語：Mount Bergersen）是南極洲的山峰，位於東部南極洲的毛德皇后地，屬於南龍達訥山脈的一部分，海拔高度2,636米，挪威製圖師根據1936至1937年探險隊的空中圖片把該山峰繪入地圖，現時受南極條約體系管理。